# Julius Caesar (színmű)

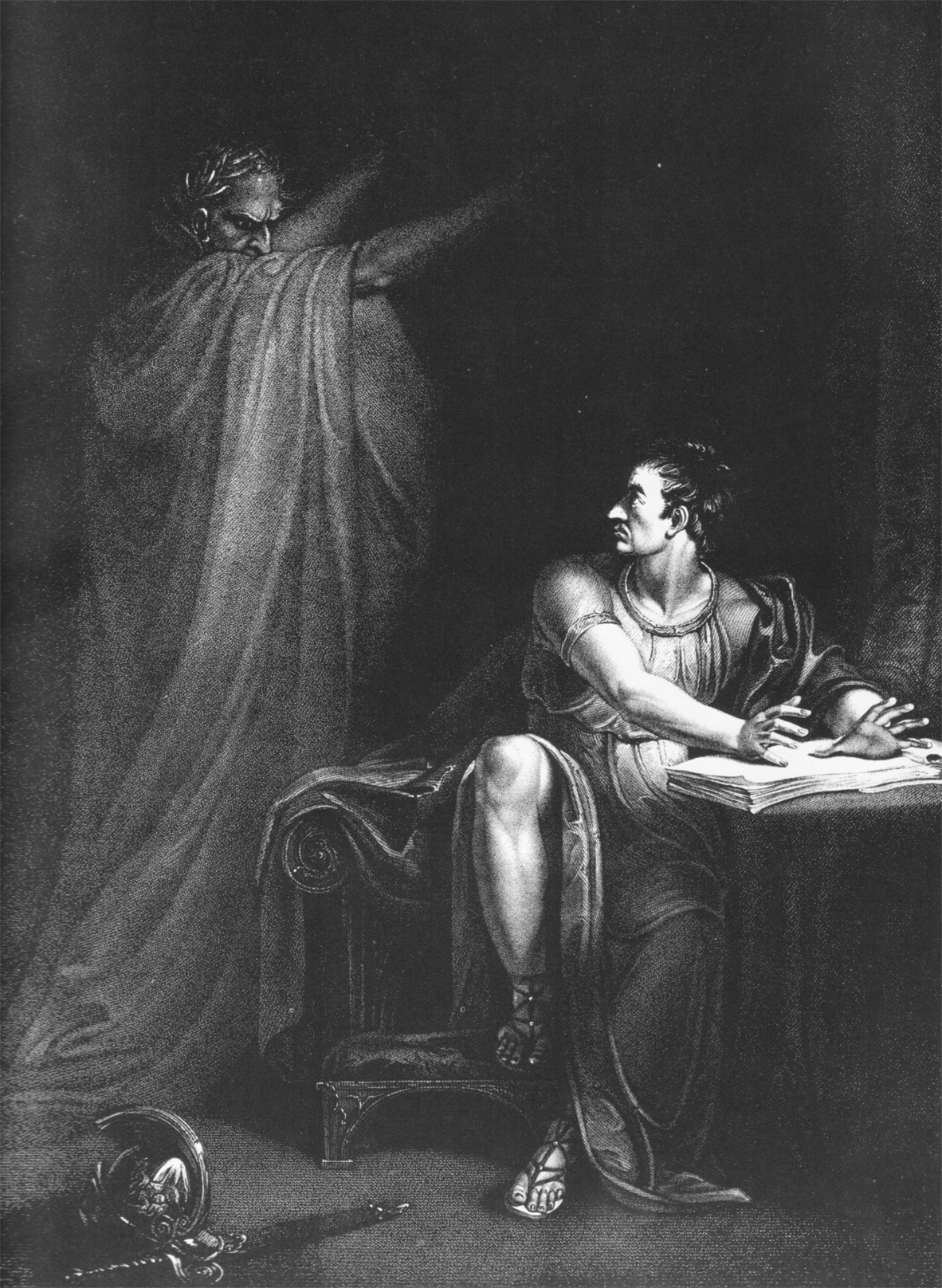
Caesar szelleme figyelmezteti Brutust a közelgő vereségéről. (Edward Scriven rézmetszete Richard Westall festményéről: London, 1802)

A Julius Caesart nagy valószínűséggel először 1599-ben mutatták be a frissen épült Globe-ban. Shakespeare későbbi római témájú műveivel együtt (Antonius és Kleopátra, valamint a Coriolanus), a római tragédia kategóriájába tartozik. Inkább az egymásnak ellentmondó jók egyensúlyáról, mintsem a jó és gonosz ellentétéről szól.

## A szöveg keletkezése

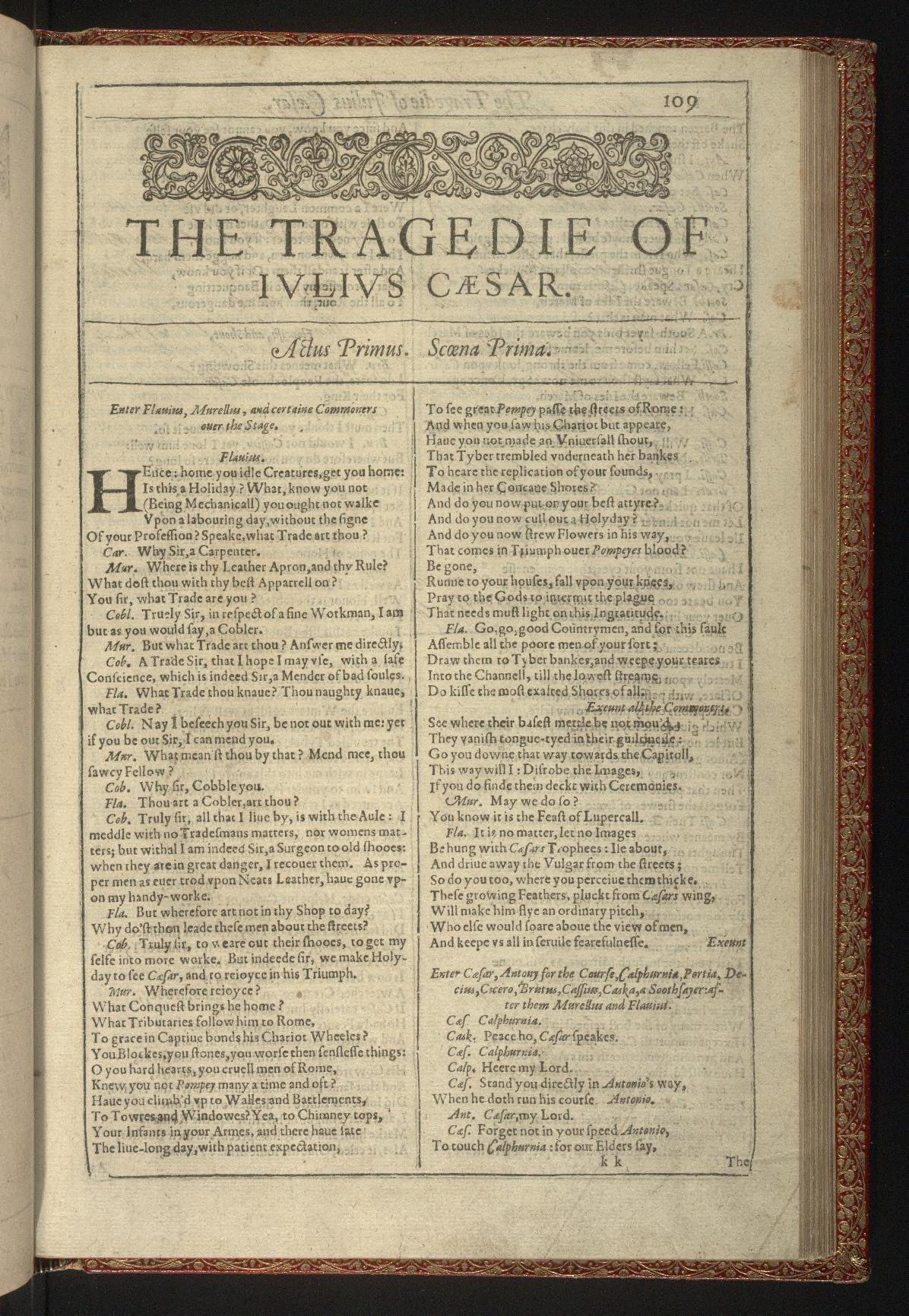
A Julius Caesar első oldala az Első Fólióban

A mű először 1623-ban került nyomtatásra az Első fólióban. Valószínűleg 1599-ben, az új Globe-ban elsőként bemutatott darabok egyike, ami talán a színház nyitóestjére készült. Kortárs referenciák is ezt a dátumot látszanak igazolni. Számos a Könyv- és Papírkereskedők Társasága által 1599-ben feljegyzett munkában található utalás a Julius Caesarra. Például Sir John Davies és Samuel Daniel ebben az évben kiadott művei is tartalmaznak olyan gondolatokat, amik Shakespeare művét visszhangozzák. A Julius Caesar hiánya Francis Meres 1598-ban bejegyzett Palladis Tamia című naprakész listájáról, ami jelentős műveket tartalmazott, pedig arra enged következtetni, hogy a darab 1599 előtt nem létezett még.

## A mű forrásai
Shakespeare nézeteire a római társadalomról jelentős hatással volt Plutarkhosz. Majdnem az összes meghatározó eleme a darabnak Thomas North Plutarkhosz-fordításából származik. A Julius Caesar életéről szóló rész háromnegyedéből Shakespeare inkább csak néhány elemet és vonást vett át, például, hogy Caesar megbocsájtott Brutusnak, amiért Pompeiust pártolta, vagy Caesar gyengélkedéseit (Plutarkhosz művében ezeket Caesar hősiesen figyelmen kívül hagyja, de a drámában az irigy Cassius megvetendőnek látja). Az általánosabb vonások is jellemzik Shakespeare színdarabját, mint például Caesar kiváló szónoki képességei vagy kiemelkedő hadvezéri tehetsége. Plutarkhosz – Caesarjának utolsó negyedében – ezeket az elemeket megújította, és közel állnak a darab történéseihez.
Plutarkhoszon kívül más források alig fedezhetőek fel a drámában. Caesar „Brutus, te is?” (latinul: „Et tu, Brute?”) felkiáltása valószínű színházi frázis volt: egy klasszikus író művében sem található meg. Appianosz római háborúkról szóló írásait is használhatta Shakespeare, ez érződik Antonius beszédén. Egyéb inspirációként szolgálhatott még Tacitus, Kyd vagy Ovidius.

## Magyar fordítások
A Julius Caesart Vörösmarty Mihály, Illés László, Áprily Lajos, Jánosházy György, valamint Forgách Ádám–Fekete Ádám is lefordította.

## Szereplők
| Shakespeare művében                                    | Vörösmarty fordításában                       | Illés fordításában                            |
| Julius Caesar                                          | Julius Caesar                                 | Julius Caesar                                 |
| Mark Antony (Marcus Antonius)                          | Marcus Antonius                               | Marcus Antonius                               |
| Octavius Caesar                                        | Octavius Caesar                               | Octavius Caesar                               |
| Lepidus (Marcus Aemilius Lepidus)                      | M. Aemilius Lepidus                           | M. Aemilius Lepidus                           |
| Marcus Brutus                                          | Marcus Brutus                                 | Marcus Brutus                                 |
| Caius Cassius                                          | Cassius                                       | Cassius                                       |
| Casca                                                  | Casca                                         | Casca                                         |
| Decius Brutus                                          | Decius Brutus                                 | Decius Brutus                                 |
| Cinna                                                  | Cinna                                         | Cinna                                         |
| Metellus Cimber                                        | Metellus Cimber                               | Metellus Cimber                               |
| Trebonius                                              | Trebonius                                     | Trebonius                                     |
| Caius Ligarius                                         | Ligarius                                      | Ligarius                                      |
| Portia                                                 | Portia                                        | Portia                                        |
| Calpurnia                                              | Calpurnia                                     | Calpurnia                                     |
| Flavius                                                | Flavius                                       | Flavius                                       |
| Marullus                                               | Marullus                                      | Marullus                                      |
| Cicero                                                 | Cicero                                        | Cicero                                        |
| Publius                                                | Publius                                       | Publius                                       |
| Popilius Lena                                          | Popilius Lena                                 | Popilius Lena                                 |
| A Sooth Sayer                                          | Jós                                           | Jós                                           |
| Artemidorus                                            | Artemidorus                                   | Artemidorus                                   |
| Cinna                                                  | Cinna, költő                                  | Cinna, költő                                  |
| Another Poet                                           | Egy másik költő                               | Egy másik költő                               |
| Lucius                                                 | Lucius                                        | Lucius                                        |
| Lucilius                                               | Lucillus                                      | Lucilius                                      |
| Titinius                                               | Titinius                                      | Titinius                                      |
| Messala                                                | Messala                                       | Messala                                       |
| Young Cato                                             | Ifjú Cato                                     | Ifjabb Cato                                   |
| Volumnius                                              | Volumnius                                     | Volumnius                                     |
| Strato                                                 | Strato                                        | Strato                                        |
| Varro                                                  | Varro                                         | Varro                                         |
| Claudius                                               | Claudius                                      | Claudius                                      |
| Clitus                                                 | Clitus                                        | Clitus                                        |
| Caesar’s servant                                       | N/A                                           | Caesar, Antonius és Octavius egy-egy szolgája |
| Antony’s servant                                       | N/A                                           | Caesar, Antonius és Octavius egy-egy szolgája |
| Octavius’ servant                                      | N/A                                           | Caesar, Antonius és Octavius egy-egy szolgája |
| Pindarus                                               | Pindarus                                      | Pindarus                                      |
| Dardanius                                              | Dardanius                                     | Dardanius                                     |
| A Carpenter                                            | N/A                                           | Foldozóvarga, ács és más polgárok             |
| A Cobbler                                              | N/A                                           | Foldozóvarga, ács és más polgárok             |
| First, Second, Third, Fourth and Fifth Plebeians       | N/A                                           | Foldozóvarga, ács és más polgárok             |
| First, Second and Third Soldiers in the army of Brutus | N/A                                           | N/A                                           |
| First and Second Soldiers in the army of Antony        | N/A                                           | N/A                                           |
| A Messenger                                            | N/A                                           | N/A                                           |
| Labeo                                                  | N/A                                           | N/A                                           |
| Flavius                                                | N/A                                           | N/A                                           |
| Other Senators, Plebeians, Soldiers, and Attendants    | Szenátorok, polgárok, őrök, cselédek, katonák | Szenátorok, őrök, kísérők stb.                |

## A mű cselekménye[10]

### Első felvonás

#### Első szín

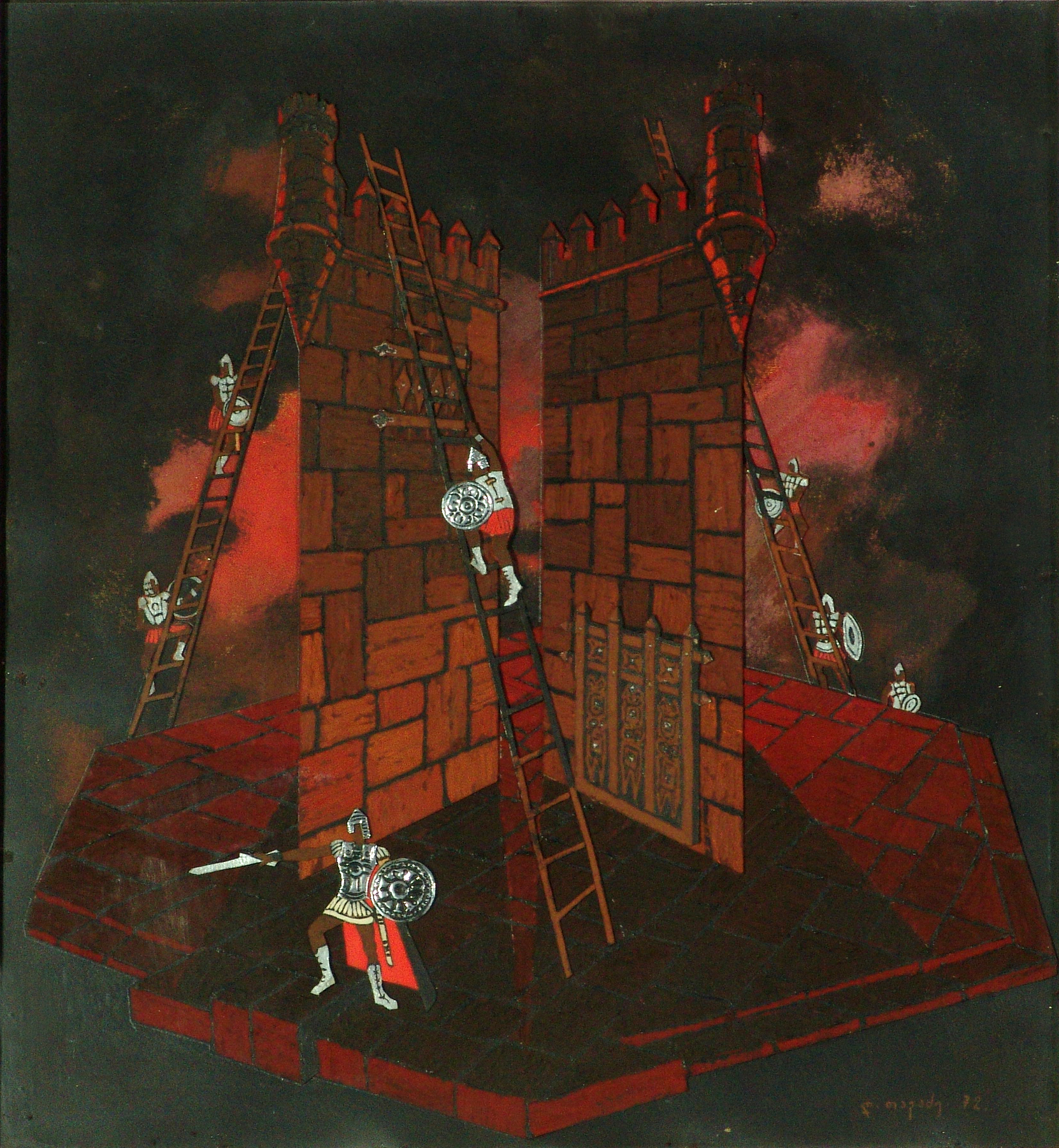
Dimitri Tavadze, 1974. Shakespeare: Julius Caesar

Flavius, Marullus és néhány polgár találkozik Róma utcáin, ahol a polgárok elmondják, hogy Caesarnak Pompeius felett aratott diadala miatt jöttek ünnepelni. Flavius és Marullus elküldik őket, mondván, nem is olyan régen még Pompeiust ünnepelték. Miután a polgárok elmennek, a két néptribun megegyezik, hogy útközben a Capitolium felé Caesar összes díszét leszaggatják a szobrokról.

#### Második szín
Az ünnepségen egy jós figyelmezteti Caesart, hogy vigyázzon március idusán. Cassius és Brutus beszélget. Brutus gondterhelt, szereti Caesart, de mégsem kívánja ünnepelni. Cassius Caesart gyengének és betegeskedőnek tartja, megpróbálja Brutust összeesküvésre biztatni. Nem tetszik neki, hogy Caesart így ünneplik; szerinte túl nagyra tört. Casca elmondja nekik, hogy Marcus Antonius háromszor felajánlotta Caesarnak a koronát, és ő háromszor utasította vissza, a nép üdvrivalgása közben.

#### Harmadik szín
Róma utcáin találkoznak az összeesküvők március idusán (Casca, Cicero, Cassius, Cinna). Casca és Cicero megvitatják a baljós jeleket, amiket az este láttak, majd Casca, Cassius és Cinna tovább szervezik az összeesküvést; szeretnék Brutust is maguk között tudni.

### Második felvonás

#### Első szín
A helyszín Róma; Brutus elolvassa a buzdító leveleket, amiket az összeesküvők juttattak el hozzá, majd meg is látogatják őt. Brutust sikerül meggyőzniük, hogy vegyen részt Caesar meggyilkolásában, annak ellenére, hogy szerinte Caesar szellemével van a probléma és nem Caesarral magával. Megbeszélik a részleteket, majd az összeesküvők elmennek. Brutust felesége, Portia, kérleli, hogy mondja el neki, miért gondterhelt, de Brutus nem avatja be a részletekbe.

#### Második szín
Caesart otthonában kérleli a felesége, Calpurnia, hogy ne menjen el másnap a Capitoliumba, erre többen is figyelmeztetik, egy szolgája elmondja neki, hogy a jósok is így vélekednek. Decius, illetve az összeesküvők meggyőzik, hogy mindezek ellenére menjen el; azt mondja neki Decius, hogy meg fogják koronázni.

#### Harmadik szín
Artemidorus levelet olvas egy utcán a Capitolium közelében, melyben figyelmezteti Caesart a szenátus összeesküvésére.

#### Negyedik szín
Brutus háza előtt Lucius, egy jós és Portia beszélget; Portia félti férjét, baljós érzése van. Elküldi Luciust a Capitoliumba, hogy tudakolja meg, mi történik.

### Harmadik felvonás

#### Első szín
A Capitolium előtt Artemidorus próbálja átadni a levelet Caesarnak, de ő nem fogadja el. A Capitoliumban az összeesküvők elcsalják Marcus Antoniust, majd egy ürüggyel (Metellus Cimber bátyjának kér kegyelmet) Caesar közelébe férkőznek, majd megölik őt. Megbeszélik, hogy a piactérre viszik Caesar holttestét, ahol majd Brutus magyarázatot ad a tettükre a népnek. Megengedik Antoniusnak, hogy felszólaljon ő is, amennyiben ő is a szövetségesük lesz; ő ezt megígéri nekik.

#### Második szín
A Forumnál Brutus meggyőzi a népet arról, hogy szerette Caesart, és Róma érdekében cselekedtek. A nép melléáll, és Brutust akarják megkoronázni, de megérkezik Antonius, és Brutus szót ad neki. Antonius Caesar gyilkosai ellen beszél, és fellázítja a népet. Egy szolga hírt hoz Octavius Rómába érkezéséről.

#### Harmadik szín
Polgárok elhurcolják Cinnát, mivel azt hiszik, hogy részt vett az összeesküvésben, mert névrokona az egyik összeesküvőnek. Majd elmennek felgyújtani a többi összeesküvő házát.

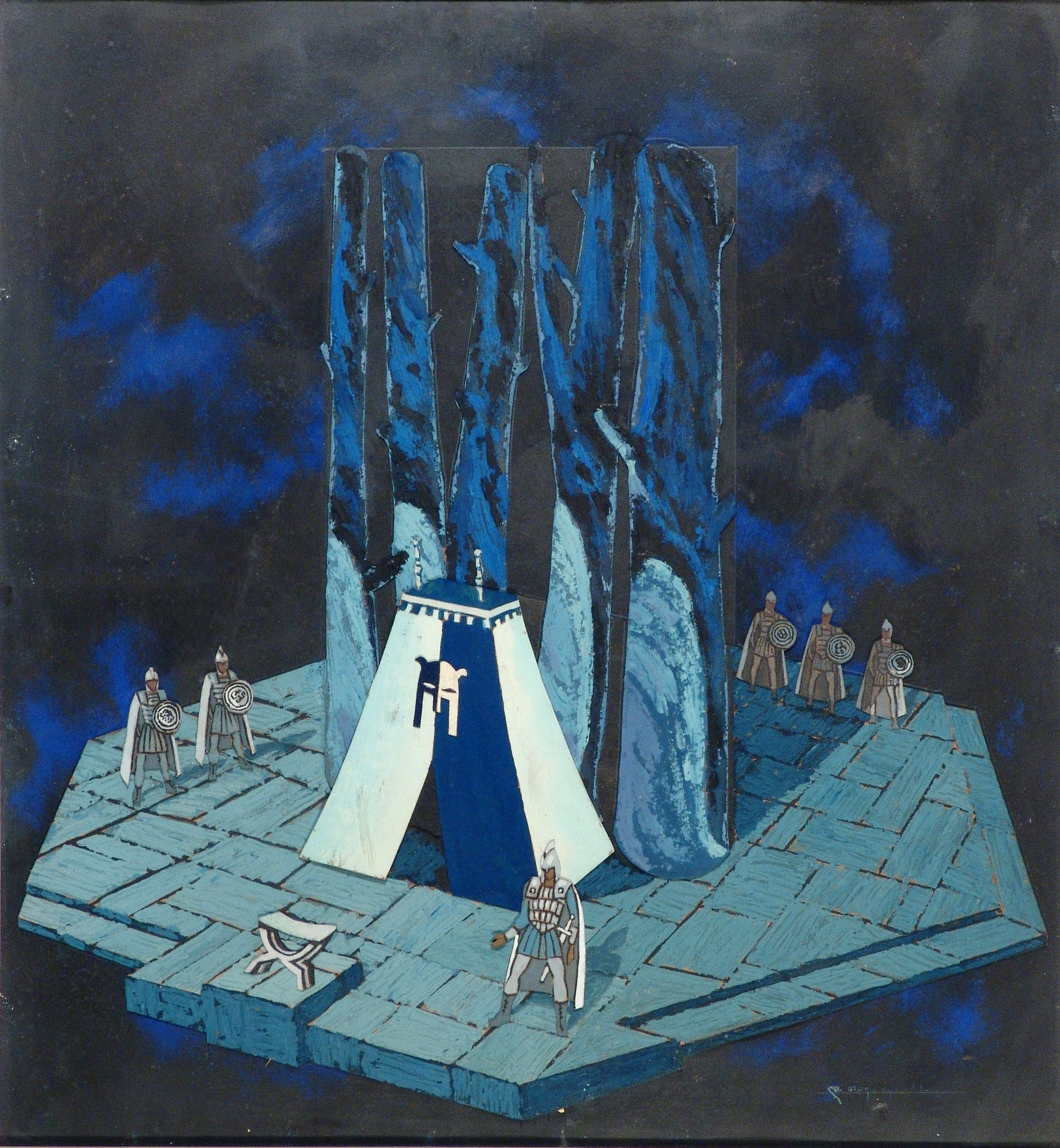
Dimitri Tavadze, Shakespeare-Julius Caesar 1974.

### Negyedik felvonás

#### Első szín
Antonius és Octavius szövetkezik, mert Brutus és Cassius hadat toboroznak.

#### Második szín
A helyszín Brutus és Cassius seregének tábora Sardis közelében. Cassius azt állítja, Brutus megbántotta.

#### Harmadik szín
Cassius és Brutus vitatkozik, mivel nem értenek egyet elveikben. Brutus szerint Cassius megvesztegethető, Brutus becsületesebb ennél. Cassius sértve érzi magát, de végül kibékülnek. Kiderül, hogy Portia és Cicero is halottak. Brutus és Cassius úgy döntenek, hogy Philippinél fognak megütközni Antonius és Octavius seregével. Éjszaka meglátogatja Brutust Caesar szelleme, és elmondja neki, hogy újra fogja látni Philippinél.

### Ötödik felvonás

#### Első szín
Philippinél egy síkságon találkozik Antonius és Octavius serege Brutus és Cassius hadaival. Cassius elmondja Messalának, hogy Philippibe jövet baljós jeleket látott. A csata előtt Brutus és Cassius elbúcsúznak egymástól.

#### Második szín
Zajlik a csata. Brutus úgy látja, felül tud kerekedni Octavius csapatain, így jelt ad a támadásra.

#### Harmadik szín
Cassius a csata közben tévesen azt hiszi, Brutus serege veszített. Szolgáját, Pindarust kéri meg, hogy végezzen vele. Amint Titinius és Messala meglátja, hogy meghalt Cassius, Messala Brutusért megy, Titinius pedig öngyilkos lesz. A győztes Brutus gyászolja a halottakat, és parancsot ad arra, hogy kezdjék meg a második csatát három órával később.

#### Negyedik szín
A harcmező egy másik részén Cato elesik, Lucilliust pedig elfogják, és azt állítja magáról, hogy ő Brutus, de Antonius felismeri.

#### Ötödik szín

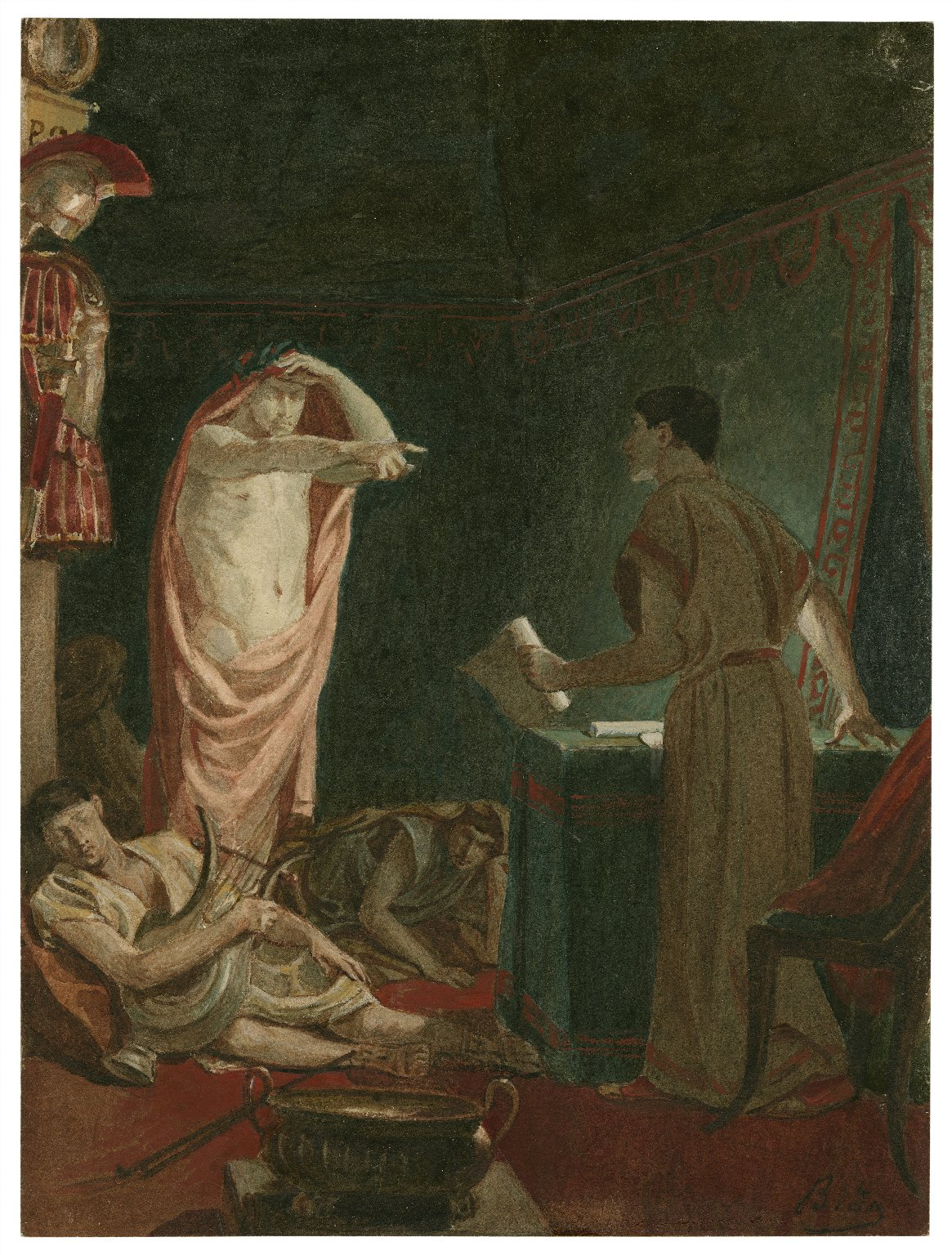
Késő 19. századi festmény, melyen Brutus találkozása látható Caesar szellemével látható

A csatamezőn Brutus serege vesztésre áll, elmondja, hogy Caesar szelleme ismét meglátogatta, és ez a véget jelzi. A többiek elmenekülnek, Brutus megkéri Stratót, hogy tartsa a kardját, míg ő beledől; így is tesz, és Brutus meghal. A mű azzal zárul, hogy Octavius és Antonius megtalálják Brutust, és kijelentik, hogy illő temetést fog kapni, hiszen római nemes volt.

## A mű témái
A Julius Caesar egyik fő témája a kétértelműség. A központban Caesarral, aki félisten és esendő ember, hatalmi monopolista, de mégis szükségszerű képviselője Rómának. Cassiust nemcsak a köztársaság iránti idealizmusa irányítja, hanem az irigysége is. Brutus a drámai hős, akinek a kezében van a döntés, a cselekvés és a felelősség is. A köztársasági eszme képviseletében végez Caesarral. A hatalom és az erény összecsapásában ő képviseli az erényt, míg Caesar a hatalmat. A műben nem a jó harcol a gonosszal, hanem tulajdonképpen két összeférhetetlen jó, a köztársasági erény a császári hatékonysággal.
Maga a politika is jelentős szerepet játszik a műben. Shakespeare nemcsak a római korra reflektál, hanem a reneszánsz kori Anglia politikai nézeteire is. Caesar egy nagyszerű tábornok, aki arra vágyik, hogy király legyen, de meggyilkolják, mielőtt sikerrel járna. A Tudor felfogás szerint a király Istentől kapta a hatalmát, ez a származásából visszavezethető, ám Caesar amennyiben megkoronázták volna, zsarnok lett volna, hiszen egy átlagos ember nem törekedhet királyságra, nem számít, mennyire kiváló is valójában. A reneszánsz felfogásban Caesar nemcsak mint ember, de mint eszmény is ellenszenvesnek hatott. Shakespeare azzal foglalkozik, hogy mégis mi marad a politikából, ha kivesszük belőle az isteni Gondviselést és a Tudor-mítoszt. Az emberekre, Caesarra és Brutusra, valamint a politikai cselekvés lehetőségére reflektál.

## Julius Caesar a magyar színházakban[20]

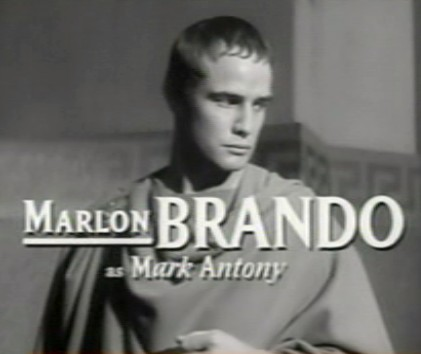
Marlon Brando az 1953-as Julius Caesar-ban

A Julius Caesart Magyarországon először 1842. február 26-án mutatták be a pesti Nemzeti Színházban, Vörösmarty Mihály fordításában. Ezenkívül még négy alkalommal készült színházi előadás a darabból a 19. század folyamán, mindegyik Vörösmarty fordítása alapján készült. Az 1900-as évek első felében további öt alkalommal mutatták be ezt a fordítást Budapesten, illetve Kolozsváron. Az Áprily Lajos fordítása alapján készült színdarab először 1943. május 22-én debütált a Nemzeti Színházban Budapesten, Németh Antal rendezésében. Ezután 1994-ig több magyarországi színházban is rendezésre került a mű ezen két fordítása, 1994. február 11-én pedig Illés Lászlóé is a budapesti Katona József Színház, majd két évre rá pedig Jánosházi Györgyé a Pécsi Nemzeti Színházban Soós Péter rendezésében. 2014-ben a Vígszínházban Alföldi Róbert rendezésében és Forgách András, Fekete Ádám, illetve Vörös Róbert fordítói konzultáns fordításában mutatták be a darabot, jelenleg utolsó alkalommal pedig 2015-ben Kolozsváron. A Julius Caesart a cikk írásának időpontjáig összesen huszonhárom alkalommal adták elő magyar színházakban.

## Julius Caesar a filmvásznon
Shakespeare művének első filmes feldolgozása egy 1908-ban elkészült rövidfilm volt, Charles Kent főszereplésével. Ezt követően az évtizedek során számos film, illetve sorozat született a dráma alapján, többek között egy 1950-es film, melyben Marcus Antoniust Charlton Heston alakította, majd két évtizeddel később, 1970-ben Heston ismét eljátszotta a karaktert egy másik feldolgozásban. Az egyik legnépszerűbb adaptáció az 1953-ban bemutatott Julius Caesar, melyben többek között Marlon Brando is játszik. A cikk megírásakor elkészült legutolsó feldolgozás egy 2016-ban elkészült rövidfilm, The Complete Walk: Julius Caesar.